# Jan Werner
Jan Werner (5. února 1933 – 20. ledna 2021) byl český stavební inženýr a esperantista.
Narodil se v Návsí u Jablunkova v rodině krejčího, dětství prožil v Jablunkově (do roku 1938) a Horních Heřmanicích v okrese Ústí nad Orlicí (do roku 1945), po válce se rodina přestěhovala do Lanškrouna, kde hned v září 1945 nastoupil do gymnázia a později pokračoval na gymnáziu v České Třebové. Po maturitě v roce 1952 odešel do Brna na Fakultu architektury VUT, kterou ukončil v roce 1957. Místem jeho zaměstnání byly Vítkovické stavby Ostrava-Kunčice (1957–1960), Hutné stavby Košice (1960–1967), VHJ Prům. stavitelství a Průmyslové stavby Brno (1967–1990), a jako pedagog působil na VUT Brno, Fakulta architektury (1900–2001).
V roce 1948 se na gymnáziu seznámil s esperantem, stal se jednatelem esperantského klubu v Lanškrouně (redigoval cyklostylovaný věstník Esperanta Vorto (Esperantské slovo, 1951–1953), byl činný v esperantské mládeži ve vedoucích funkcích, v roce 1958 redigoval časopis Tagiĝo a později Fajrero (1959–1960). Zabýval se odbornou terminologií v esperantu (se specializací na stavebnictví), překládal i beletrii. Od roku 1966 budoval společně s Josefem Drlíkem organizaci pro české techniky-esperantisty. Poté, co byl v roce 1969 založen Český esperantský svaz, vyústily jejich aktivity ve vznik jeho vědeckotechnické sekce, v jejímž výboru pracoval mnoho let (1966–1989). V letech 1971–1972 byl předsedou brněnského klubu esperantistů a od roku 2002 nového Sdružení pro mezinárodní jazyk esperanto v Brně, které spoluzakládal.

## Dílo
- Seznam děl v Souborném katalogu ČR, jejichž autorem nebo tématem je Jan Werner

- Pozemní stavitelství: studijní texty pro 4. semestr (společně Josefem Chybíkem, 1999, Brno VUTIUM, 241 s.)
- Moderní podlahy (2003, Brno, ERA, 138 s.)
- Stavíme moderní podlahy (2005, Brno ERA group, 140 s.)

## V esperantu
- Pseŭdoelementoj en Esperanto: Varmteĥnikaj proprecoj de konstru-materialoj (1978, en: AEST Žilina, p. 25-31)
- Specialaj ŝirmaj betonoj de nukle-energiaj centraloj (společně s Ivanem Špičkou a Václavem Hníkem. En: AEST Žilina, p. 133-135)
- Faklingvaj principoj de vorta elekto kaj formigo (1980, En: SAEST Ústí nad Labem, p. 56-62)
- Analizilo de portpovo de ramataj fostoj (En: Scienca revuo 1/1981)
- Esperanta Terminaro de Terminologia Fako (1982, ST ĈEA, 14 p.)
- Terminologia sistemigo kaj klasifiko de flekse streĉataj konstruelementoj (En: Scienca revuo 2/1984)
- Stabiligo kaj normigo de terminaro (1985, Akademiaj studoj, p. 105-110)
- Terminologia kurso (1986, Roudnice nad Labem, 88 s.)
- Danĝero de pragmata sperto en terminologio de planlingvo (1988, Poprad, En: Raciigo en scienco kaj tekniko, p. 123-126)
- Matematika vortaro Esperanta-Ĉeĥa-Germana (1990, Brno, 184 p.)
- Sistemo de tolerancoj kaj alĝustigoj (1990, Brno, 9 p.)
- Terminiga procedo en Esperanto (2001, Dobřichovice, p. 53-62)
- Terminaro de betono kaj de betonistaj laboroj (2002, Brno, 40 p.)
- Al terminaro procedi profesinivele kaj kolektive (En: Scienca revuo 1/2002)
- Terminologiaj konsideroj (2004, KAVA-PECH, 180 p.)
- Ŝtuparo - spaco kaj formo (En: Jarkolekto de TAKE 2005)
- Ĉarpentista interligado de lignoj (En: Jarkolekto de TAKE 2006)
- Jan Kaplický kaj organisma arĥitekturo (En: Jarkolekto de TAKE 2007)
- Koteado en konstru-desegnoj (2008, Brno, 40 p.)
- Transmisio de sono tra planko kaj tekto (En: Jarkolekto de TAKE 2008)
- Frontado kontraŭ humido kaj akvo en domkonstruaĵoj (En: Jarkolekto de TAKE 2009)
- Radiadŝirmaj betonoj en nukleenergiaj centraloj (En: Jarkolekto de TAKE 2010)
- Konstru-Forumo en la jaroj 2002-2010 (En: Jarkolekto de TAKE 2010)

## Účast v literárních soutěžích Světového esperantského svazu
- Ĉu konflikto inter vorto kaj nocio (1992)
- Kulturo de komunikado' (2001)
- Pri bono, malbono kaj multkulturismo (2006)

## Překlady
- Eda Jitzovský: Fieraj koroj (Hrdá srdce, 2010, ESPERO, 97 p., ISBN 978-80-89366-08-8)

## Spoluautor publikací
- Rüdiger Eichholz: Esperanta Bildvortaro,
- Ĉeĥa-esperanta politeĥnika vortaro (manuskripta, nefinita laboro de ST ĈEA)
- Karel Kraft: Esperanta-ĉeĥa vortaro (1995, KAVA-PECH)
- Karel Kraft: Ĉeĥa-esperanta vortaro (1998, KAVA-PECH)

## Redakční činnost
- Tagiĝo (1958, junulara informilo)
- Fajrero (19591961, junulara informilo post Tagiĝo)
- František Cabák: Komputika vortaro esperanta-ĉeĥa, ĉeĥa-esperanta (1982)
- Stanislav Kamarýt: Historio de la Esperanto-movado en Ĉeĥoslovakio (1983, podle Kamarýtových zápisků na lístcích sestavili Jan Werner, Jaroslav Mařík, Vuk Echtner a Zdeněk Hršel)
- TS Informas (bulteno de teknika-scienca sekcio de ĈEA, 1970-1987)
- Verda duopo (2004, Brno, 100 let Vilibalda Schreibera a Josefa Vondrouška
- Leteroj de ELFo 2006-2007 (dopisy přihlášeným na odborné a kulturní náměty)
- Konstru-forumo (2005)
- Jarkolekto de TAKE 2005 (68 s.)
- Jarkolekto de TAKE 2010 (Wintzenheim, Francio, 99 s.)